# Alexandromys kikuchii
Alexandromys kikuchii es una especie de roedor de la familia Cricetidae.

## Distribución geográfica
Se encuentra en la isla de Taiwán. 